# پایگاه هوایی دابینس
پایگاه هوایی دابینس (به انگلیسی: Dobbins Air Reserve Base) یک فرودگاه است . این فرودگاه در کشور ایالات متحده آمریکا قرار دارد .